# Texas (filme)
Texas (br: Gloriosa Vingança; por: Texas) é um filme americano do gênero faroeste lançado em 1941, dirigido por George Marshall. É estrelado por William Holden, Glenn Ford e Claire Trevor.
Considerado um clássico dos primórdios do faroeste no cinema, foi o segundo filme da carreira de Glenn Ford e também o seu primeiro western.
Este foi o 1º filme de Glenn Ford a ser transmitido na RTP, em Portugal, e também foi o primeiro western a ser exibido na televisão portuguesa. A estreia deste filme em televisão efectuou-se na terça-feira, dia 12 de Fevereiro de 1963, às 22 e 15, na rubrica " 7ª Arte", apresentada pelo cineasta Fernando Garcia.
Foi a primeira vez que Glenn Ford contracenou com o seu amigo de longa data William Holden. Mais tarde, voltariam a contracenar juntos no filme «Pena de Talião/O Homem do Colorado», onde atingem ambos grande sucesso.

## Sinopse
Após a guerra civil, Dan Thomas (William Holden) e Tod Ramsey (Glenn Ford), dois rapazes do Sul dos Estados Unidos da América, seguem para a cidade de Texas, em busca de aventura e fortuna, quando testemunham uma diligência a ser saqueada. Eles decidem roubar o bando que efectuou o assalto, para ficarem com a grana. Para escapar do bando, ambos separam-se e ficam sem se ver por um longo tempo. Passado o longo tempo, eles se encontram e ambos já estão distanciados da vida: um é fora-da-lei e outro é xerife. E depois, surge uma mulher no meio, que faz eles se perderem de amores por ela, o que torna maior o distanciamento deles, transformando-se ambos em inimigos que outrora se consideravam irmãos.

## Elenco
- William Holden — Dan Thomas
- Glenn Ford — Tod Ramsey
- Claire Trevor — 'Mike' King
- George Bancroft — Windy Miller
- Edgar Buchanan — Buford 'Doc' Thorpe
- Don Beddoe — Xerife
- Andrew Tombes — Tennessee
- Addison Richards — Matt Lashan
- Edmund MacDonald — Comstock
- Joseph Crehan — Rancheiro Dusty King
- Willard Robertson — Rancheiro Wilson